# Vénézuéliens
Les Vénézuéliens sont des citoyens de la république bolivarienne du Venezuela, un pays situé dans la partie nord de l'Amérique du Sud, ayant pour capitale la ville de Caracas. Avec une population d'environ 31,7 millions d'habitants, le Venezuela est le cinquième pays le plus peuplé du sous-continent sud-américain, dont la majorité professent le christianisme comme religion (la majorité étant de confession catholique) et ont l'espagnol comme langue maternelle. Comme d'autres pays de la région, la majorité des Vénézuéliens sont issus d'un mélange de groupes ethniques, principalement européens, amérindiens et africains.
Environ 51,6 % de la population sont des caboclos et des mulâtres d'origine mixte européenne et amérindienne, avec une plus petite contribution africaine, et 43,6 % des Vénézuéliens s'identifient comme européens ou du Moyen-Orient. 3,6 % supplémentaires s’identifient comme entièrement ou partiellement d’origine noire/africaine, tandis que 2,7 % s’identifient comme entièrement amérindiens. Selon une étude génétique de l'ADN autosomique réalisée en 2008 par l'université de Brasilia (UnB), la composition de la population du Venezuela est de 60,60 % de contribution européenne, 23,00 % de contribution amérindienne et 16,30 % d'Afrique.
Selon les données des Nations Unies, entre 2,3 et 3,1 millions de Vénézuéliens vivent hors du Venezuela. La Colombie, le Pérou, l'Équateur et le Brésil ont été les principales destinations des immigrants vénézuéliens ces dernières années, mais il existe également une communauté vénézuélienne notable en Europe, notamment en Espagne, au Portugal et en Italie.
| Européen | Amérindien | Africain | Étude | Année | Source                 |
| -------- | ---------- | -------- | --- | ----- | ---------------------- |
| 60,6 %   | 23,0 %     | 16,3 %   | (Oliveira, 2008) : L'impact de la migration sur la constitution génétique des populations latino-américaines                                                                | 2008  | Université de Brasilia |
| 54,0 %   | 32,0 %     | 14,0 %   | (Castro de Guerra et al, 2011) : Différences entre les sexes dans la contribution ancestrale et le mélange dans les populations vénézuéliennes                              | 2011  | Human Biology          |
| 71,9 %   | 18,6 %     | 9,5 %    | (Salazar-Flores et al, 2015) : Mélange et relations génétiques des métis mexicains concernant les populations d'Amérique latine et des Caraïbes sur la base de 13 CODIS-STR | 2015  | ScienceDirect          |
| 56,6 %   | 25,0 %     | 19,0 %   | (Fuerst et Kirkegaard, 2016) : Adjuvants dans les Amériques : différences régionales et nationales                                                                          | 2016  | Research Gate          |

(Castro de Guerra et al, 2011) après avoir compilé les données de recherches génétiques antérieures, la composition génétique des régions vénézuéliennes se termine comme suit :
| Région      | Contribution européenne | Contribution amérindienne | Contribution africaine |
| ----------- | ----------------------- | ------------------------- | ---------------------- |
| Centre-Nord | 60 %                    | 24 %                      | 16 %                   |
| Est         | 54 %                    | 31 %                      | 15 %                   |
| Andes       | 70 %                    | 27 %                      | 3 %                    |
| Zulie       | 53 %                    | 41 %                      | 6 %                    |
| Guyane      | 42 %                    | 33 %                      | 25 %                   |

## Groupes ethniques
| Caboclos | 33 % |
| Blanc    | 32 % |
| Mulâtres | 21 % |
| Noir     | 8 %  |
| Indigène | 4 %  |

## Voir également
- Immigration au Venezuela
- Démographie du Venezuela
- Crise des réfugiés vénézuéliens